# Sierratettix
Sierratettix is een geslacht van rechtvleugeligen uit de familie doornsprinkhanen (Tetrigidae). De wetenschappelijke naam van dit geslacht is voor het eerst geldig gepubliceerd in 1998 door Perez-Gelabert, Hierro & Otte.

## Soorten
Het geslacht Sierratettix  is monotypisch en omvat slechts de volgende soort:
- Sierratettix carinatus (Perez-Gelabert, Hierro & Otte, 1998)